# Anatol Ștefăneț
Anatol Ştefăneţ est un joueur de bratsch (violon alto) moldave. 
Il est né au nord de la Moldavie et découvre le bratsch à la fin de ses études où il rejoint le prestigieux orchestre Lăutari.
Il a très vite compris les capacités de cet instrument qui a une sonorité très chaude, proche à la voix humaine. Il est une référence en Moldavie et en Roumanie[réf. nécessaire]. Entre les mains d'Anatol Ştefăneţ le bratsch a retrouvé toute son élégance.

## Discographie
- Moldavie : L'art du bratsch (1993/11 juillet 1997, Buda 925962/927082) (OCLC 659008138 et 40819262) — Deux volumes.